# Mala bijela čaplja
Mala bijela čaplja (lat. Egretta garzetta)  je vrsta čaplje iz roda Egretta  koja je jako slična snježnoj čaplji.

## Podvrste
Postoje barem dvije podvrste male bijele čaplje. Istoimena podvrsta E. g. garzetta obitava u Europi, Africi i Aziji. E. g. nigripes gnijezdi se u Indoneziji i Australaziji. One u Australiji ponekad predstavljaju treću podvrstu E. g. immaculata. 
Nekoliko drugih čaplja s vremena na vrijeme bilo je klasificirano kao podvrsta male bijele čaplje u prošlosti, ali sada se smatraju zasebnim vrstama. Afrička crna čaplja (Egretta gularis) obitava na obali zapadne Afrike i od Crvenog mora do Indije. Dimorfna čaplja, Egretta (garzetta/gularis) dimorpha nalazi se u istočnoj Africi, Madagaskaru, Komorima i otočju Aldabra.

## Opis
Odrasla jedinka duga je 55-65 cm, s rasponom krila 88-106 cm. Teška je 350-550 grama. Cijelo perje je bijelo. Ima duge crne noge s žutim stopalima i tanki crni kljun. Za vrijeme sezone parenja na potiljku ima dva duga pera na potiljku i providno perje na leđima. Gola koža između kljuna i očiju postaje crvena ili plava. Mlade ptice nalikuju odraslima izvan sezone parenja, ali su im noge i stopala blijeđe boje. Podvrsta E. g. garzetta ima žute noge i sivkastozelenu kožu između kljuna i očiju, dok E. g. nigripes ima žutu kožu između očiju i kljuna, te crnkasta stopala.
Zov ima trbuhozborni efekt, bubnjajući i nalik žabljem gullagullagulla,  također hrapavo tvrdo kark.

## Stanište
Gnijezdi se kolonijalno u južnoj Europi u močvarama i deltama rijeka koje sadrže drveće neophodno za gradnju gnijezda. Redovito u proljeće stiže dalje na sjever, što je dovelo do proširenja raspona. U ostala doba godine pored svih vrsta plitkih voda, ali osobito u močvarama sa slanom ili bočatom vodom. 
U toplijim mjestima većina ovih ptica ima svoje prebivalište. One koje žive na sjeveru migriraju u Afriku i južnu Aziju u velikim raspršenim jatima. Dolaze uglavnom u rujnu ili listopadu. Neke jedinke ostaju tu i tijekom ljeta.

## Rasprostranjenost
Izvorna mjesta gniježdenja su velike unutrašnje i obalne močvare u umjerenim područjima Europe, Azije, Afrike, Tajvana i Australije. 

### Kolonizacija Novog svijeta
Mala bijela čaplja nedavno se počela kolonizirati u Novom svijetu. Prvi zapis o tome bio je na Barbadosu u travnju 1954. Povećanje redovitosti ove ptice dogodilo se i u Surinamu i Brazilu na jugu u Newfoundlandu i na sjeveru u Quebecu. Za ptice na istočnoj obali Sjeverne Amerike mislilo se da su se preselile na sjever zajedno sa snježnim čapljama s Kariba.

### Proširenje na sjever Europe
Do 1950-ih mala bijela čaplja bila je ograničena u južnoj Europi. Tijekom nekoliko sljedećih desetljeća postala je uobičajena u zapadnoj Francuskoj, a kasnije i na sjevernoj obali. 1979. gnijezdila se u Nizozemskoj, a prvo veliko gniježdenje bilo je 1990.
U Velikoj Britaniji bila je rijetka sve do zadnjih godina 20. stoljeća i gotovo sigurno nije se gnijezdila. Nasuprot tome, za nešto više od desetljeća postala je uobičajena vrsta na tom području, velikom broju jedinki omiljena su obalna područja. Prvi opće prihvaćen zapis o gniježdenju je onaj na otoku Brownsea u Dorsetu 1996., iako se tvrdilo da se gnijezdila i u Sussexu 1970. Sada ima nekoliko kolonija diljem južne Engleske. U Walesu se prvi put gnijezdila 2002.
U Irskoj se prvi put gnijezdila 1997. na lokaciji Country Cork.

## Razmnožavanje
Mala bijela čaplja gnijezdi se u kolonijama, često i s drugim močvarnim pticama. Kolonije sadrže i do 100 parova. U nekim zemljama, kao Zelenortska Republika, gnijezdi se na liticama. Parovi brane mali gnijezdeći teritorij, obično širine 3-4 metra od gnijezda. Gnijezdo je napravljeno od raznih štapića ili drugih materijala iz okoliša. U gnijezdo se postavlja 3-5 jaja, koja inkubiraju 21-25 dana. Ovalnog su oblika, i blijede su boje, ne sjajne, plavozelene. Dimenzija su 46x34 mm.  Mladi su pokriveni bijelim perjem. Roditelji se za njih brinu 40-45 dana, kada opernate. Dob prvog gniježdenja obično je 2 godine. Tipičan životni vijek ove ptice je 5 godina.